# ترینگتون (وایومینگ)
ترینگتون(به انگلیسی: Torrington) شهری در ایالت وایومینگ کشور ایالات متحده آمریکا است که جمعیت آن در سرشماری سال ۲۰۱۰ میلادی، ۶٬۵۰۱ نفر بوده‌است.